# Overdose (Miracle Workers)
Overdose è un disco della band garage rock statunitense dei Miracle Workers, pubblicato nel 1988 dalla casa discografica Glitterhouse. Il disco risulta molto differente rispetto al precedente album in studio, Inside Out, soprattutto perché si sente la mancanza della tastiera (il tastierista Danny Demiankow lasciò la band nel 1986), e quindi i suoni risultano più aggressivi e ruvidi rispetto appunto alle produzioni precedenti. Il garage rock degli inizi, più vicino agli anni sessanta, viene in questo disco sostituito dal proto-punk di gruppi come Stooges (della quale troviamo le cover di Little Doll e Dirt), MC5 (Rock'n Roll Revolution In The Streets Pt. 2 ne è un esempio), e dei Flamin' Groovies (di questi ultimi troviamo la cover di Teenage Head). La versione in vinile contiene i primi dieci pezzi, i pezzi successivi sono presenti solo nella versione CD.

## Formazione
- Gerry Mohr - voce
- Matt Rogers - chitarra
- Robert Butler - basso
- Gene Trautmann - batteria

## Tracce
1. Rock'n Roll Revolution In The Streets Pt. 2 – 3:55
2. Lights, Camera, Action – 2:45
3. Just Can't Find A Better Way To Waste Your Time – 5:31
4. No Use – 2:27
5. Without Her Around – 2:36
6. When A Woman Calls My Name – 5:00
7. She's Got A Patron Saint – 4:10
8. Teenage Head – 3:50
9. When are you Gonna Care – 1:39
10. Little Doll – 6:32
11. Looking At You – 7:08
12. Hung Up – 3:52
13. You Don't Know – 3:54
14. Out Of My Head – 1:49
15. Psycho – 2:07
16. Dirt – 7:00